# 현성왕
현성왕은 신라의 추존왕이다. 내물왕의 8세손이고, 원성왕의 고조부이다. 현손인 김경신이 원성왕으로 왕위에 오르자 왕으로 추존되었다.

## 참고 문헌
- 신라의 역대 국왕
- 내물왕
- 원성왕
- 김의관
- 김위문
- 김효양